# Lwówek Śląski
Lwówek Śląski ([ˈlvuvɛk ˈɕlõsci]; Duits: Löwenberg in Schlesien) is een stad in het Poolse woiwodschap Neder-Silezië, gelegen in de powiat Lwówecki. De oppervlakte bedraagt 16,61 km², het inwonertal 9051 (2016).

## Geschiedenis
Hertog Hendrik I van Silezië stichtte de stad, die 1217 voor het eerst werd genoemd en die na Goldberg die tweede stad met Duits stadsrecht in Silezië was. Na de deling van het hertogdom kwam de stad in 1248 aan zijn zoon Boleslaw II de hertog van Liegnitz. In 1281 werd de stad de residentie van hertog Bernhard I, en na 1286 van diens zoon Bolko hertog van Löwenberg-Jauer. In 1368 werd dit verenigde hertogdom een leen van de Boheemse kroon en daarmee een deel van het Duitse Rijk. De belangrijkste nijverheid was de wolbewerking.
De Reformatie kreeg laat, in 1561, haar beslag. Lange tijd hadden principiële protestanten, afkerig van overheidsbemoeienis, de vestiging van een lutherse gemeente geblokkeerd. De Contrareformatie werd in 1631 doorgevoerd nadat de Habsburgers hun koningschap van Bohemen hadden zekergesteld. In de Dertigjarige Oorlog die daarop uitbrak, maakten de Zweedse troepen de stad tot hun steunpunt, maar de belegeringen brachten ziekten met zich mee die aan het einde van de oorlog, in 1648, nog maar een kleine duizend van de 7.000 inwoners in de stad overgebleven. De burgerij bleef sindsdien grotendeels luthers.
Pruisen veroverde Silezië in 1742 en daarmee werd Löwenberg (Lwówek Śląski) een Pruisische provinciestad. In 1813 legerde Napoleon hier op zijn terugtocht uit Rusland troepen die door het inmiddels herstelde Pruisische leger werden aangevallen en verslagen.
De groei bleef beperkt en toen vorst Friedrich Wilhelm Constantin von Hohenzollern-Hechingen de stad in 1852 tot zijn residentie koos, kreeg dat in ieder geval culturele betekenis want de vorst was een vermaard muziekmecenas. Later zouden zijn slot en muziekzaal openbare functies krijgen.
In 1885 werd de stad aangesloten op het spoorwegnet. Het inwonertal groeide van 3.500 in 1825 naar 5.300 in 1900. Na de Eerste Wereldoorlog werd in 1939 een aantal van 6.300 gehaald, maar in 1945 werden deze inwoners uit hun stad gedeporteerd voor zover zij niet gevlucht waren voor de Sovjet-troepen, zie Verdrijving van Duitsers na de Tweede Wereldoorlog. 40% van de stad was toen verwoest en in de jaren na de oorlog werd van het oorspronkelijke bestand 80% opgeruimd. De markt met het stadhuis, de toren van de vroegere lutherse Stadtpfarrkirche en het paleis van de Hohenzollerns zijn later weer gerestaureerd.
Pas in 1970 werd het vooroorlogse inwonertal weer gehaald en de groei zette door tot het jaar 2000 met 10.000 inwoners. Maar sindsdien daalde het weer met een tiende.

## Bezienswaardig en omgeving
In het centrum zijn de huizen kleurig beschilderd. Het gave historische stadsbeeld is in Silezië een uitzondering, na de grootschalige verwoestingen en afbraak die volgde op de verdrijving van Duitsers na de Tweede Wereldoorlog uit geheel Silezië. Het historische stadhuis ligt  aan de Rynek (centrale marktplein) midden in het stadje. Het vroegere Hohenzollernpaleis heeft een publieke functie gekregen. Dit paleis had ooit een muziekzaal met naar beweerd wordt de beste akoestiek van Europa.
Net buiten de stad ligt een aantal oude landhuizen (Palać, niet open voor bezoekers) die voor 1945 door Silezisch-Pruisische adelsgeslachten werden bewoond. In juni is er het jaarlijkse 'Lato Agatowe'-festival (vrij vertaald de zomer van de agaat). Aangezien de regio vindplaats is van vele (half-)edelstenen, is er tijdens de feestelijkheden ook een edelstenenmarkt. In de stad staan wegwijzerborden naar de beroemde brouwerij Browar Lwówek (voor 1945 Löwenbergbräu) (open voor publiek en natuurlijk verkoop van eigen bier) en naar het uitzichtpunt over de rivier de Bóbr (Bober). Dit uitzichtpunt is bereikbaar via een bijzondere rotsformatie (Swajceria Lwowecka).
In de omgeving is het land mooi ruig met vriendelijke heuvels. De bergen van het Reuzengebergte (de Karkonocze) zijn in de verte zichtbaar. Men kan er goed wandelen en fietsen al dan niet over uitgezette en goed aangegeven fietsroutes. Geologisch is dit een interessant gebied met tertiair vulkanisme, en karst- en pseudokarstformaties.

## Geboren in Löwenberg
- Esaias Heidenreich (1532–1589), luthers theoloog
- Nikolaus von Reusner (1545–1602), rechtsgeleerd hoogleraar en diplomaat
- Esaias Reusner (1636–1679), luitist en componist

- Michael Wirth der Ältere (1547–1611), rector van de universiteit Leipzig
- Michael Wirth (1571–1618), rector van de universiteit Leipzig
- Theodor Ernst von Eicke (1764–1850), Pruisisch generaal
- Carl August Theodor Ehrmann (1822–1894), apotheker en fotograaf in Amerika
- Benno von Heineccius (1830–1911), Pruisisch generaal
- Georg von Heineccius (1840–1907), Pruisisch generaal
- Rudolf Jeschar (1930–2014), hoogleraar industriële warmtetechniek

## Verkeer en vervoer
- Station Lwówek Śląski

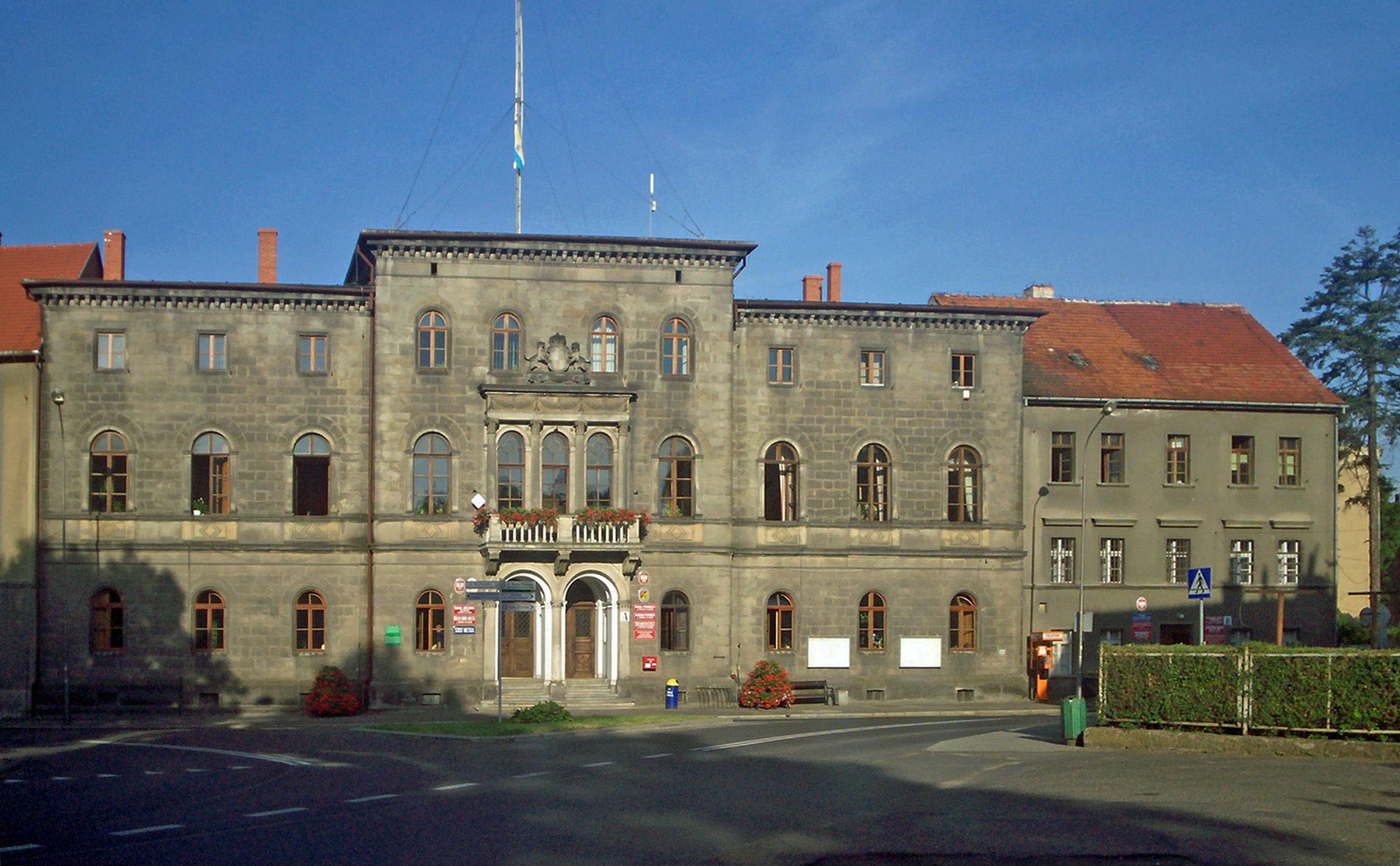
Paleis Löwenberg thans gemeentehuis
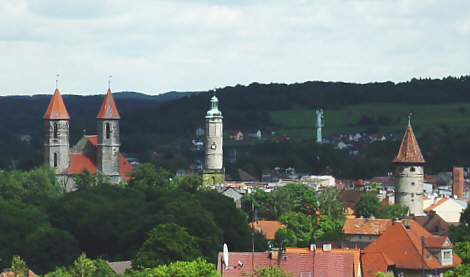
Panorama